# Kokujewiella vicaria
Kokujewiella vicaria är en stekelart som beskrevs av Shestakov 1926. Kokujewiella vicaria ingår i släktet Kokujewiella, och familjen brokparasitsteklar. Inga underarter finns listade.